# Heterocampa celtiphaga
Heterocampa celtiphaga är en fjärilsart som beskrevs av Harvey 1874. Heterocampa celtiphaga ingår i släktet Heterocampa och familjen tandspinnare. Inga underarter finns listade i Catalogue of Life.